# Aeroportul Internațional Dalian Zhoushuizi
Aeroportul Internațional Dalian Zhoushuizi (IATA: DLC, ICAO: ZYTL) este un aeroport din Dalian, Liaoning, Republica Populară Chineză ce deservește zona Dalian. Aeroportul a fost tranzitat în 2022 de 6.368.458 de pasageri. A fost deschis în 1927.
Situat la o altitudine de 33 m, aeroportul dispune de o singură pistă. Este operat de Armata Republicii Populare Chineze.